# 高麗大山
高麗 大山（こま の おおやま）は、奈良時代の貴族。氏姓は背奈公のち背奈王、高麗（巨万）朝臣。官位は従五位下・遣高麗大使（遣渤海大使）、贈正五位下。

## 経歴
天平19年（747年）従兄弟の背奈福信・弟の広山らと共に王（こにきし）姓を賜与される（この時の位階は外正七位下）。天平勝宝2年（750年）一族と共に高麗朝臣に改姓する。天平勝宝4年（752年）遣唐使判官として唐に派遣され、天平勝宝6年（754年）に帰国し正六位上から従五位下に昇叙される。
天平宝字5年（761年）10月に武蔵介に任ぜられ、まもなく遣高麗大使（遣渤海使）となり、翌天平宝字6年（762年）3月に副使・伊吉益麻呂らと渤海に渡る。しかし、渤海から渤海使・王新福を伴っての帰途船上で病を得て、佐利翼津（さりよくのつ）まで帰り着いたところで没する。最終官位は遣高麗大使従五位下。同年12月に二階の昇叙を受けて正五位下を贈位された。なお同年には弟の高麗広山も遣唐使副使に任命されている。

## 官歴
『続日本紀』による。
- 時期不詳：外正七位下
- 天平19年（747年） 6月7日：王（こにきし）姓に改姓
- 天平勝宝2年（750年） 正月27日：背奈王から高麗朝臣に改姓[2]。9月24日：遣唐使判官
- 時期不詳：正六位上
- 天平勝宝6年（754年） 4月7日：従五位下
- 天平宝字2年（758年） 12月16日：見造寺司次官[3]
- 天平宝字5年（761年） 10月1日：武蔵介。10月22日：遣高麗使
- 天平宝字6年（762年） 日付不詳：卒去（遣高麗大使従五位下）。12月11日：贈正五位下